# Taybeh
Taybeh (în arabă الطيبة) este o localitate din Cisiordania, unul din ultimele sate creștine din regiune. Biserica din localitate datează din secolul al VI-lea.